# Avenue Mohammed-V (Tunis)
Pour les articles homonymes, voir Avenue Mohammed-V.
L'avenue Mohammed-V est l'une des plus importantes avenues de Tunis, capitale de la Tunisie.
Rassemblant les sièges de plusieurs grandes banques et entreprises, elle est un lieu stratégique et dynamique pour l'économie tunisienne.

## Situation et accès
Elle est située entre la place Pasteur au nord et la place du 14-Janvier 2011 au sud.
Elle est le prolongement de l'avenue Jurgurtha au nord et de la rue de Turquie au sud.
L'avenue Mohamed V rencontre les voies suivantes, dans l'ordre des numéros croissants (« g » indique que la rue se situe à gauche, « d » à droite) :
1. avenue Jean Jaurès (g)
2. rue Mokhtar-Attia (g)
3. rue Mid'hat-Pacha (d)
4. rue Garibaldi (g)
5. rue Gandhi (g)
6. avenue du Ghana
7. rue Cyrus-le-Grand
8. rue du Pérou (g)
9. rue du Yémen (g)
10. rue de Malaisie (g)
11. rue de l'Inde (g)
12. rue Salah Jabri (d)
13. rue de Syrie (g)
14. rue du Koweït (g)
15. rue d'Irak (g)
16. rue d'Arabie saoudite
17. rue Talleyrand (g)
18. rue Echebia (d)
19. rue Camille-des-Moulins (g)
20. rue Danton (g)
21. avenue Kheireddine-Pacha (d)
22. avenue Hédi-Chaker (g)
23. rue de Guinée
24. rue du Niger
25. avenue Louis-Braille
26. rue Kawakibi (d)
27. rue Jameledine-Al-Afghani (d)
28. rue Ibn-Rachiq (d)
29. rue de Médine (g)

Elle longe la place des droits de l'homme entre l'avenue du Ghana et la rue Cyrus-le-Grand.
Elle est desservie par les stations de métro Mohamed V et Palestine.

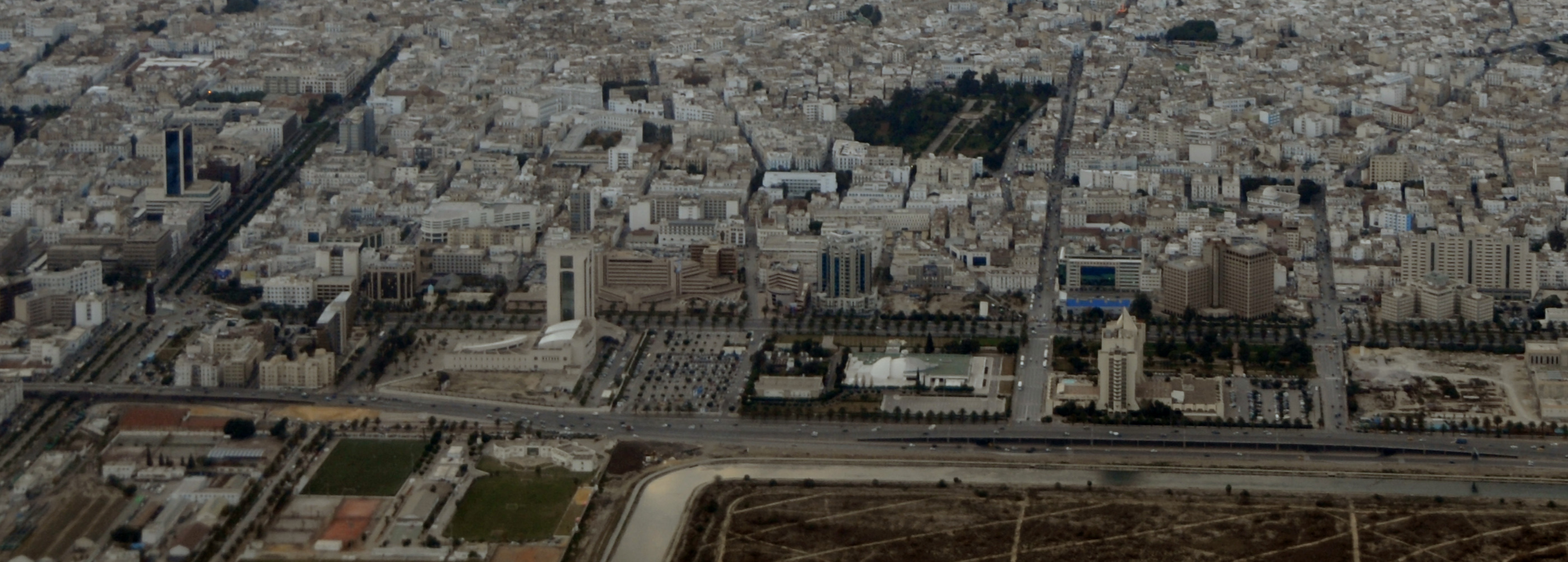
Vue aérienne de l'avenue Mohammed-V.

## Origine du nom
Elle porte le nom de Mohammed V, roi du Maroc.
Avant 1957, elle est connue sous le nom d'esplanade Gambetta, en hommage à Léon Gambetta, avocat et homme politique français.

## Historique

### Projets
Les architectes français Victor Valensi et Paul Herbé placent le lac de Tunis au centre de leurs préoccupations, d'où la naissance de deux idées de projets urbanistiques pour le secteur de l'avenue qui ne suscitent pas le même intérêt des autorités du protectorat.

#### Projet Valensi
Au début de l'entre-deux-guerres, Victor Valensi propose un premier projet qui a pour ambition de créer un véritable front urbain du lac de Tunis. Il suggère notamment de prolonger l'avenue Jules-Ferry par un môle monumental s'avançant vers le lac. Le projet, daté de 1920, est porteur de valeurs aussi modernes que celles de la qualité de vie et de l'ouverture de la ville sur la nature, des thématiques au cœur des politiques urbaines courantes de l'époque. Il s'agit de la seule grande réalisation adoptée en 1935 dans le plan de développement de la capitale tunisienne.

#### Projet Herbé
De son côté, Paul Herbé invente en 1947 l'idée d'une cité maritime, une nouvelle « Venise africaine ». La ville s'étire sur tout le lac de Tunis dans le prolongement de l'avenue Jules-Ferry en direction du golfe. Des passerelles et des ponts relient les berges entre elles. Irréalisable dans le contexte technique et économique de l'immédiat après-guerre et sans lendemain, le projet est l'une des premières utopies urbaines que le lac fait naître.

### Aménagement
Entre la Première et la Seconde Guerre mondiale, la municipalité de Tunis entame l'aménagement de l'esplanade Gambetta en bordure du lac prévu par Valensi dans le but d'honorer la ville et de la purifier, en lui accordant un espace vert supplémentaire. L'intervention consiste à remblayer les sols vaseux qui s'étalent jusqu'à la périphérie du lac de Tunis en y versant des tonnes de gravats, d'où l'apparition d'un terrain couvrant une superficie de vingt hectares, soit 200 mètres de largeur sur un kilomètre de longueur. Il est limité par des allées bordées d'arbres, des espaces sportifs et de loisirs, ainsi qu'un kiosque à musique.
Jusqu'au milieu des années 1950, elle est un terrain délaissé et bourbeux et l'un des bas-fonds de la ville. Peu après l'indépendance, à la suite du décret du 16 mars 1957 autorisant la démolition des gourbi-villes, elle est rasée par les pouvoirs publics et rebaptisée du nom de Mohammed-V du Maroc, devenant l'une des avenues les plus actives et prestigieuses de la capitale.

### Manifestations
L'esplanade constitue un lieu adapté pour organiser des réunions populaires vu qu'elle permet d'accueillir plusieurs milliers de personnes. Ainsi, en 1936, Habib Bourguiba prononce un discours sur l'esplanade afin de témoigner de la famine qui sévit à Aïn Jeloula près de Kairouan. Le 14 juin de la même année, après l'échec d'une revendication des salariés tunisiens, « À travail égal, salaire égal », une grande assemblée syndicale ayant pour but de soutenir le Front populaire se déroule sur l'esplanade. Le 23 mai 1943, le défilé de la victoire alliée s'y déroule à la suite de la campagne de Tunisie. Le 27 juin 1943, devant une importante foule de partisans, le général Charles de Gaulle y prononce l'un de ses discours mémorables,.

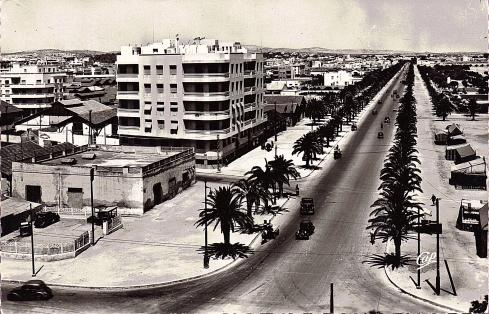
Esplanade Gambetta en 1930.
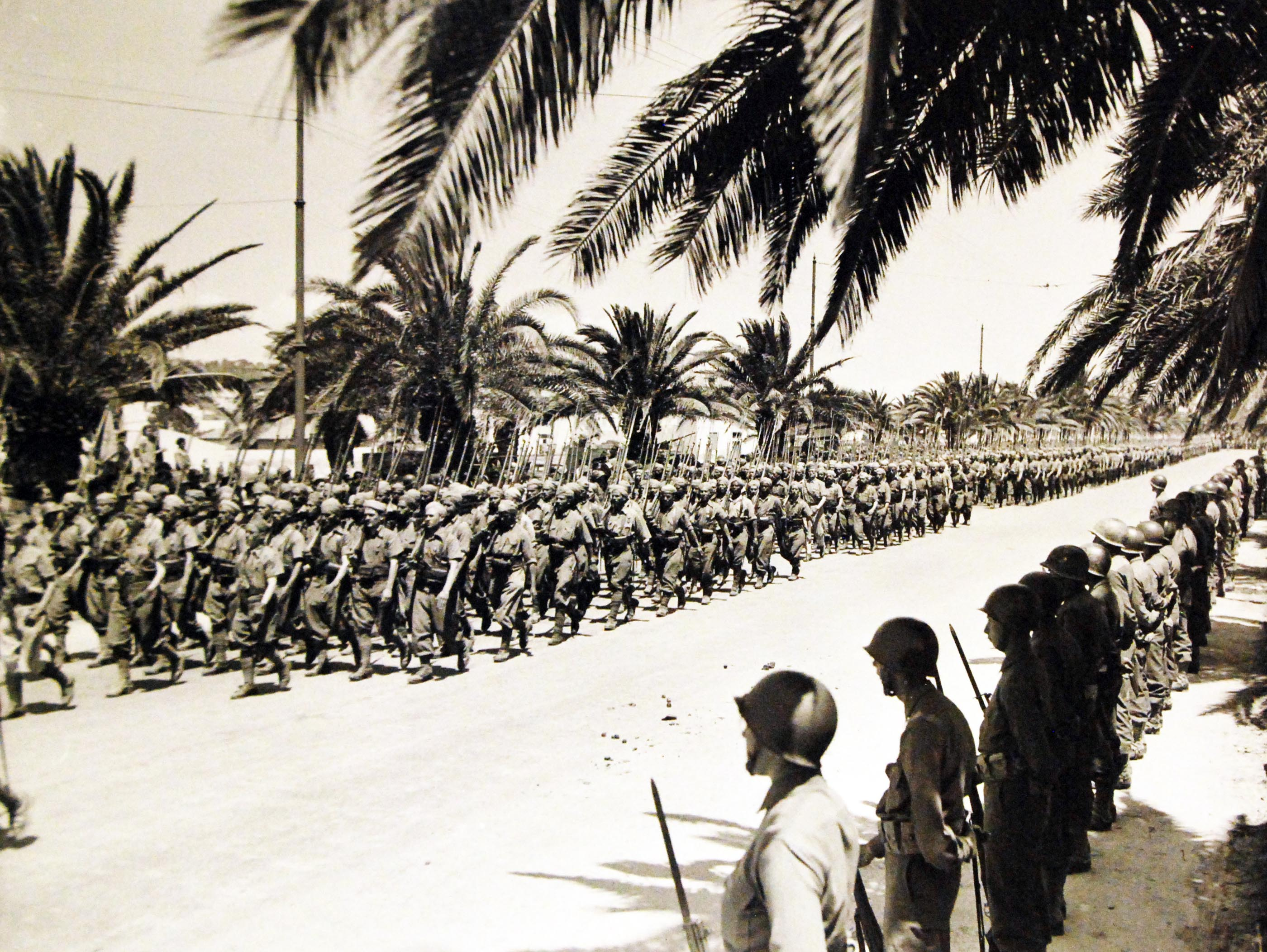
Défilé de la victoire alliée en 1943.

## Vitrine financière et politique
Cette avenue de 1,5 kilomètre compte quatre voies à double-sens encadrées de chaque côté d'une contre-allée et de deux rangées de palmiers. Elle concentre un grand nombre d'institutions.

### Institutions bancaires

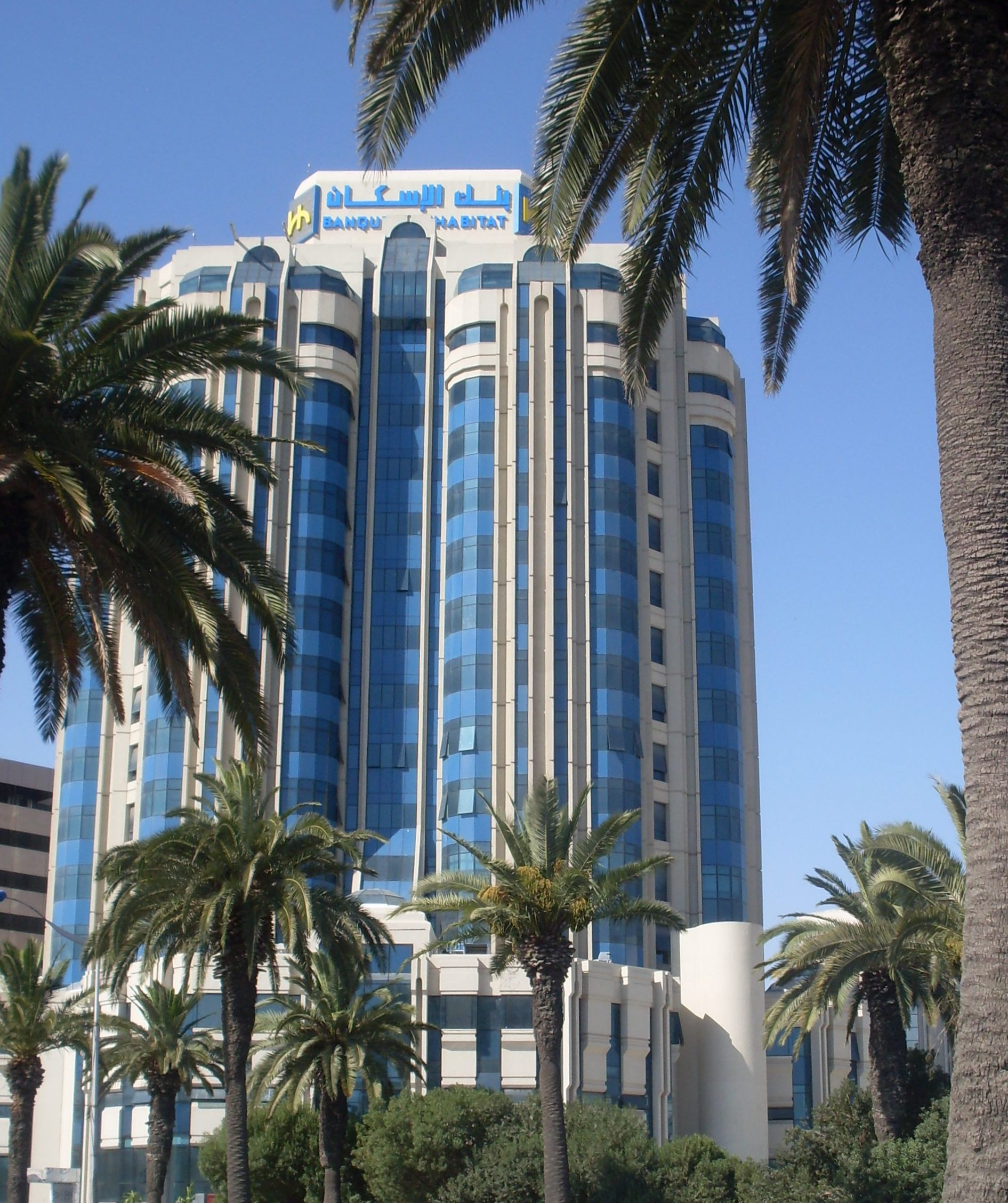
Siège de la Banque de l'Habitat (BH Bank).

L'avenue Mohammed-V constitue l'axe de prédilection pour les institutions bancaires car accueillant les sièges sociaux des banques les plus importantes en Tunisie, telles que la banque centrale, la Société tunisienne de banque, la Banque nationale agricole, l'Amen Bank et BH Bank alors que les rues adjacentes accueillent la Bourse de Tunis ou la Banque africaine de développement.

### Institutions publiques
Elle accueille également le siège du ministère du Tourisme, le second siège du ministère de l'Enseignement supérieur et de la Recherche scientifique, et la Tour de la nation qui abrite désormais les locaux du ministère des Domaines de l'État et des Affaires foncières.

### Autres établissements
On y trouve aussi l'ambassade de Libye ou le Bristish Council de Tunis.

## Bâtiments remarquables
- Cité de la culture ;
- Église orthodoxe russe de Tunis, inauguré en 1956 ;
- Hôtel du Lac, inauguré en 1973 et de style brutaliste ;
- Musée de la monnaie ;
- Palais des congrès, plus grand centre de conférences de la capitale ;
- Tour de la nation, plus haute tour de Tunis.

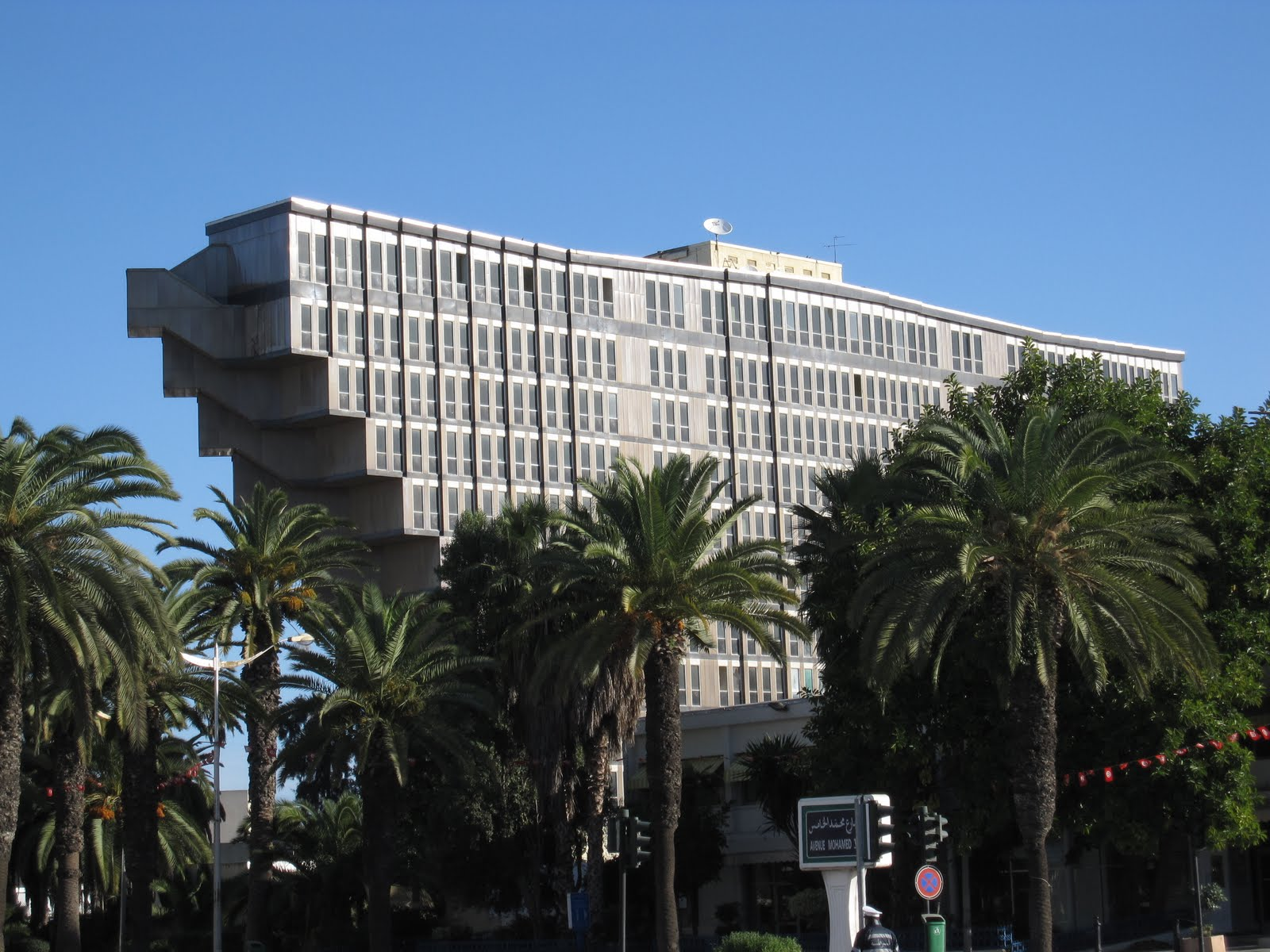
Hôtel du Lac.
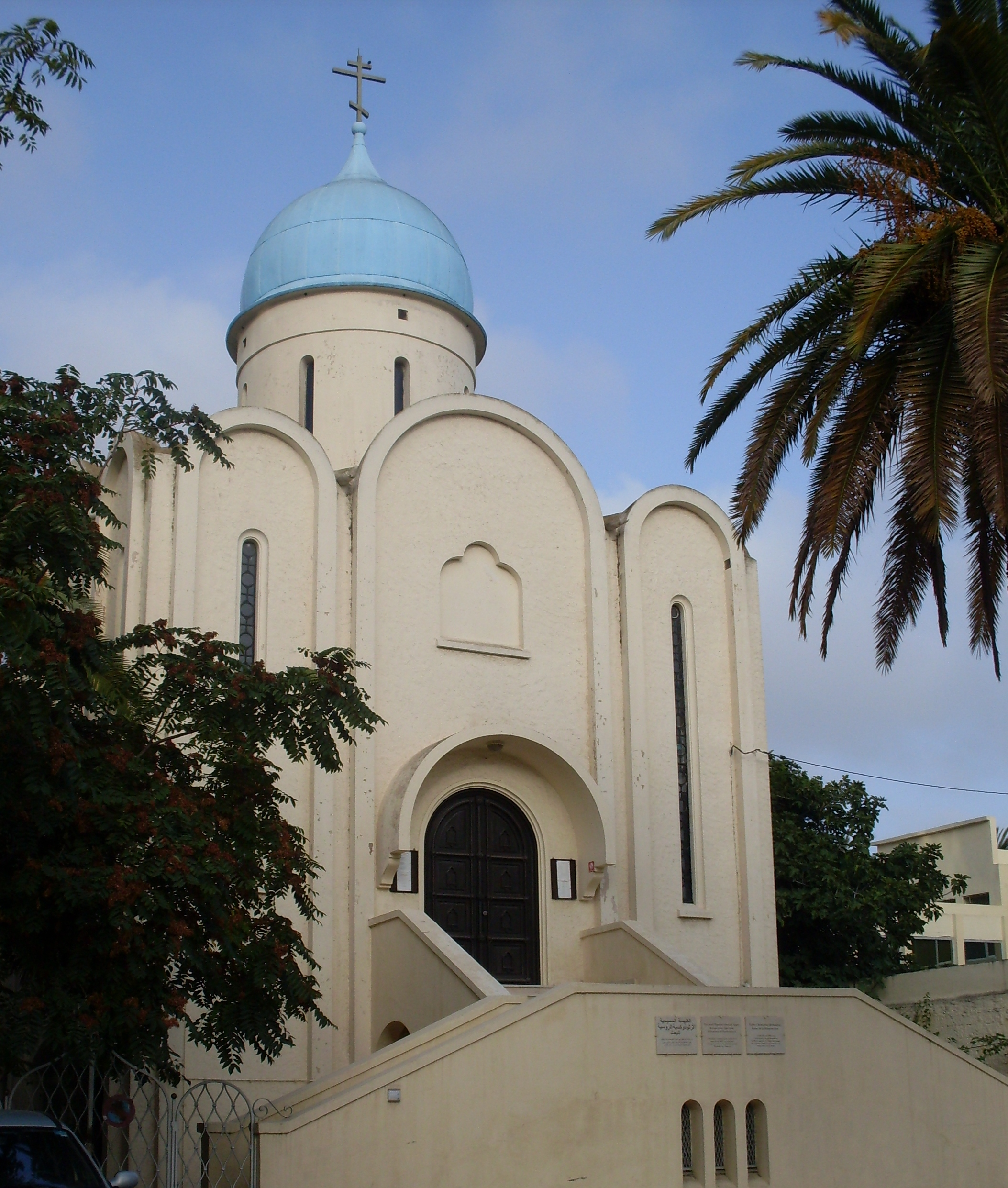
Église orthodoxe russe.
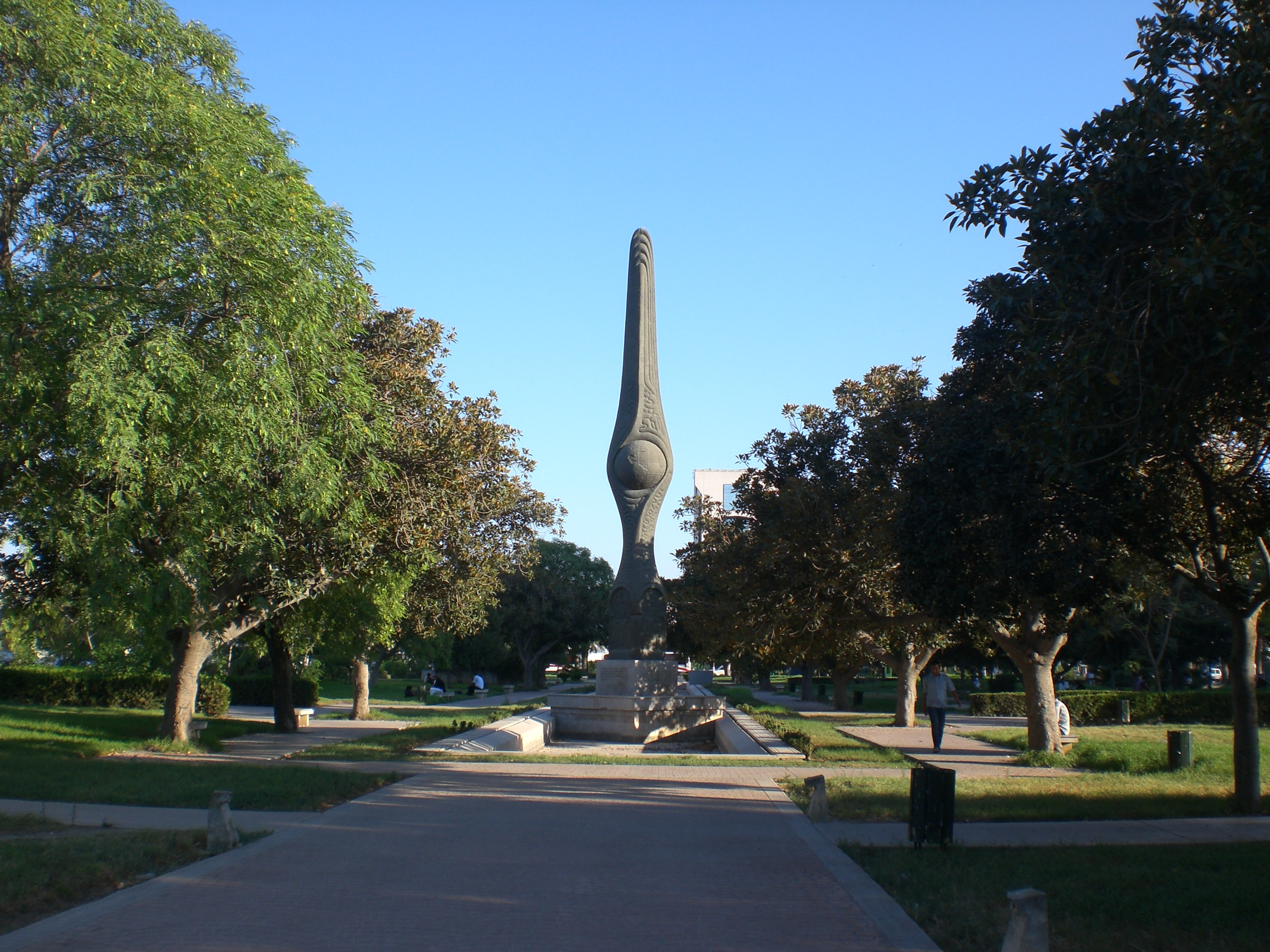
Place des droits de l'homme.
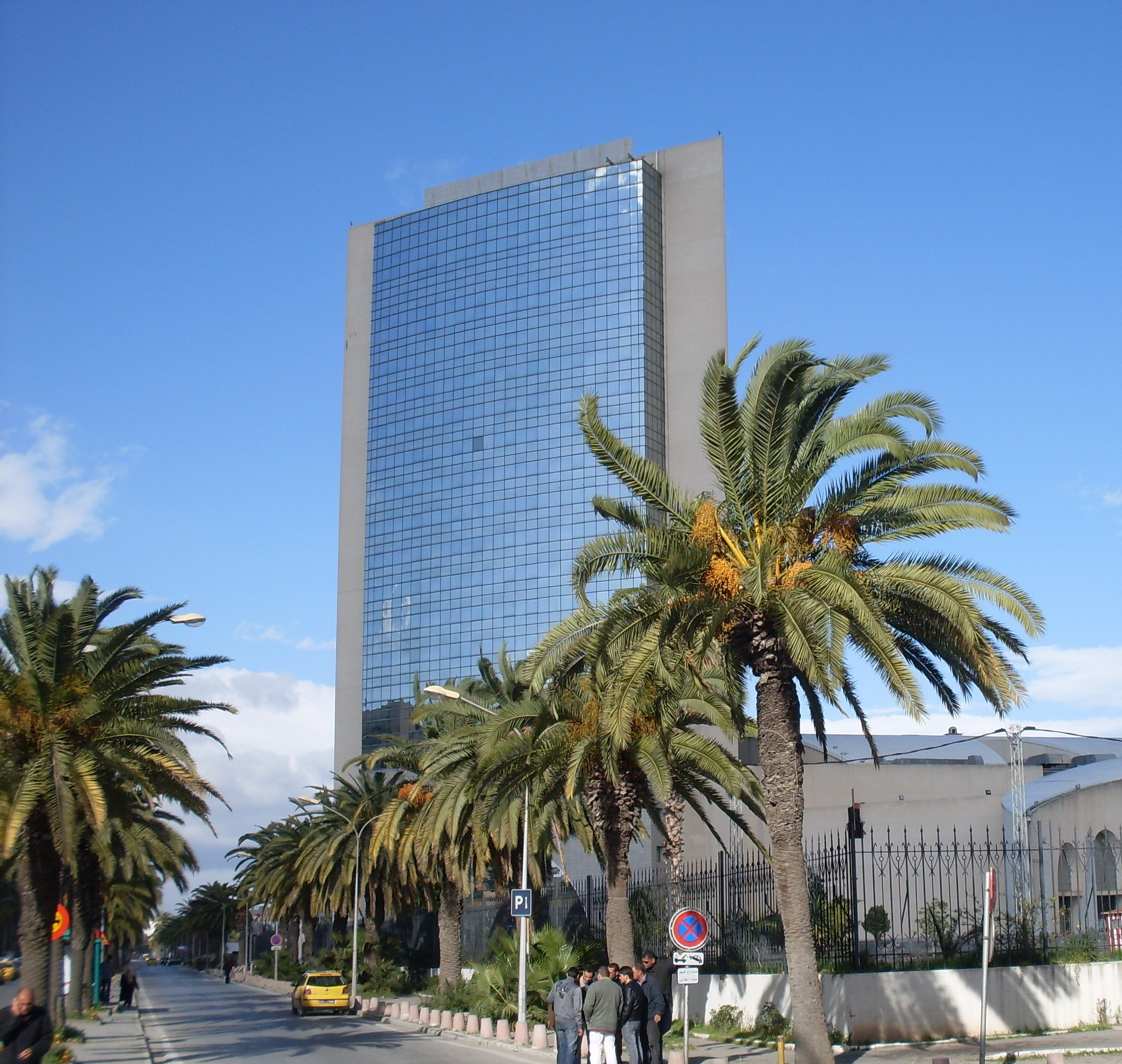
Tour de la nation.
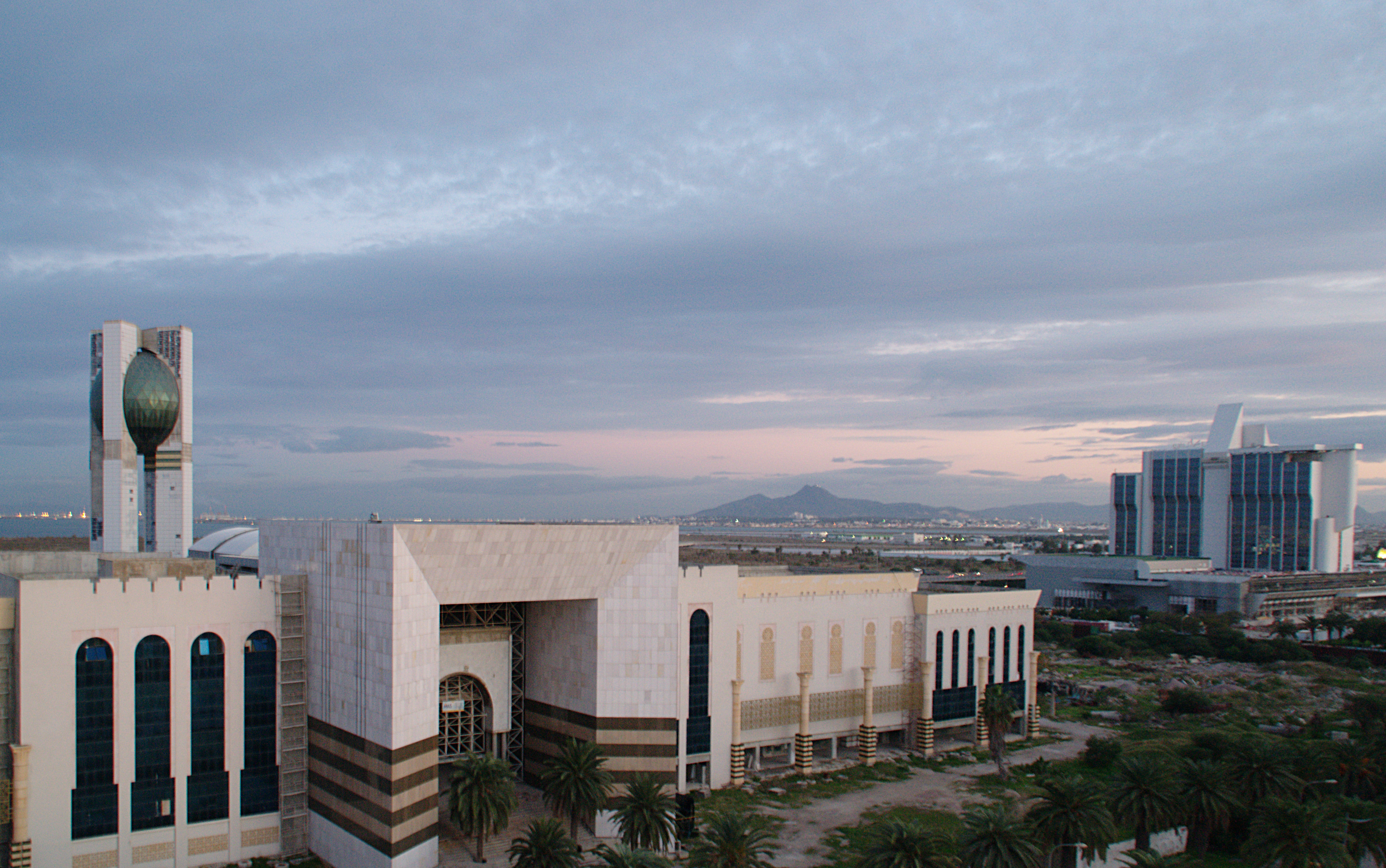
Cité de la culture.